# Rucolă

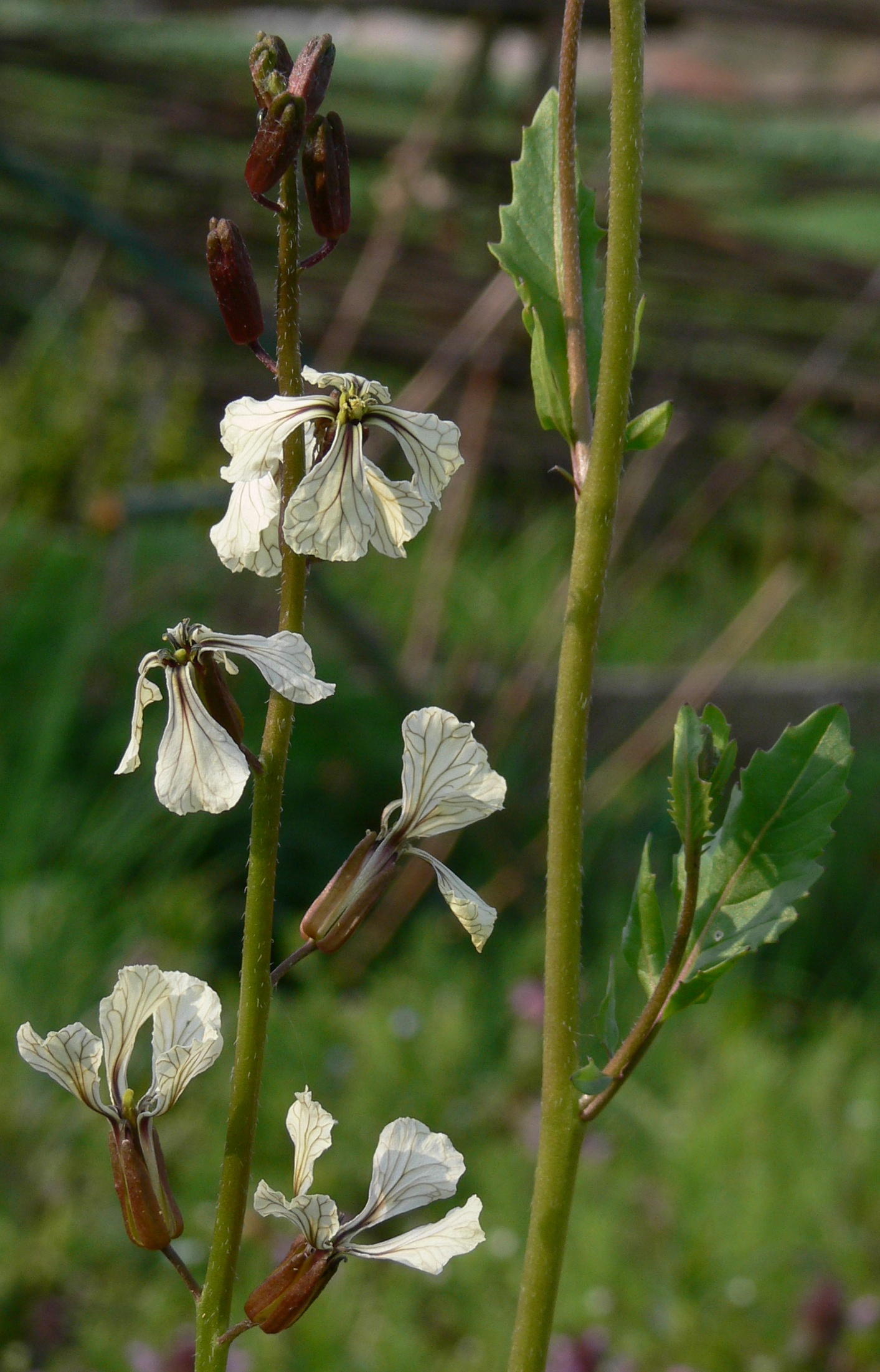

Rucola (Eruca sativa, numită și ruchetă sau aragulă) este o plantă anuală din familia Brassicaceae (Cruciferae), cultivată ca salată verde, cu flori albe sau gălbui cu vinișoare brune sau violete, cu frunze de culoare verde închis alungite, crestate, late, în formă de limbă, cu aromă puternică. Este o plantă comestibilă, ușor amăruie și picantă, folosită încă din Antichitate. 
Este consumată în stare crudă, ca frunze pentru salate, dar și sub forma de plantă medicinală. Crește rapid și poate atinge înălțimea de 30 de centimetri. Pe timp de vară, planta produce o floare bogată în semințe, care pot fi folosite drept condiment. Frunzele sunt bogate în vitamina C.

## Utilizare
În Italia, rucola este adesea adăugată la pizza imediat după coacere.
În Brazilia și Argentina, unde utilizarea este larg răspândită, rucola este consumată crudă în salate.
În Cipru, planta este utilizată în salate și omlete.

## Galerie

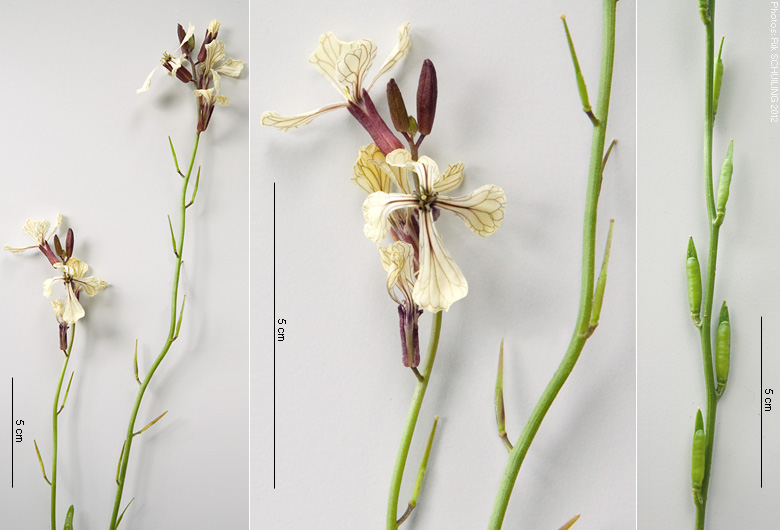
Fructe tinere de rucola
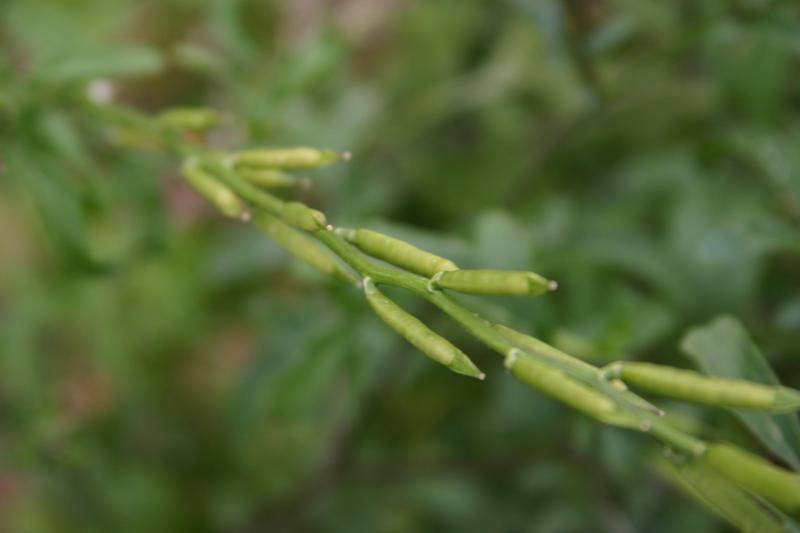
Semințe
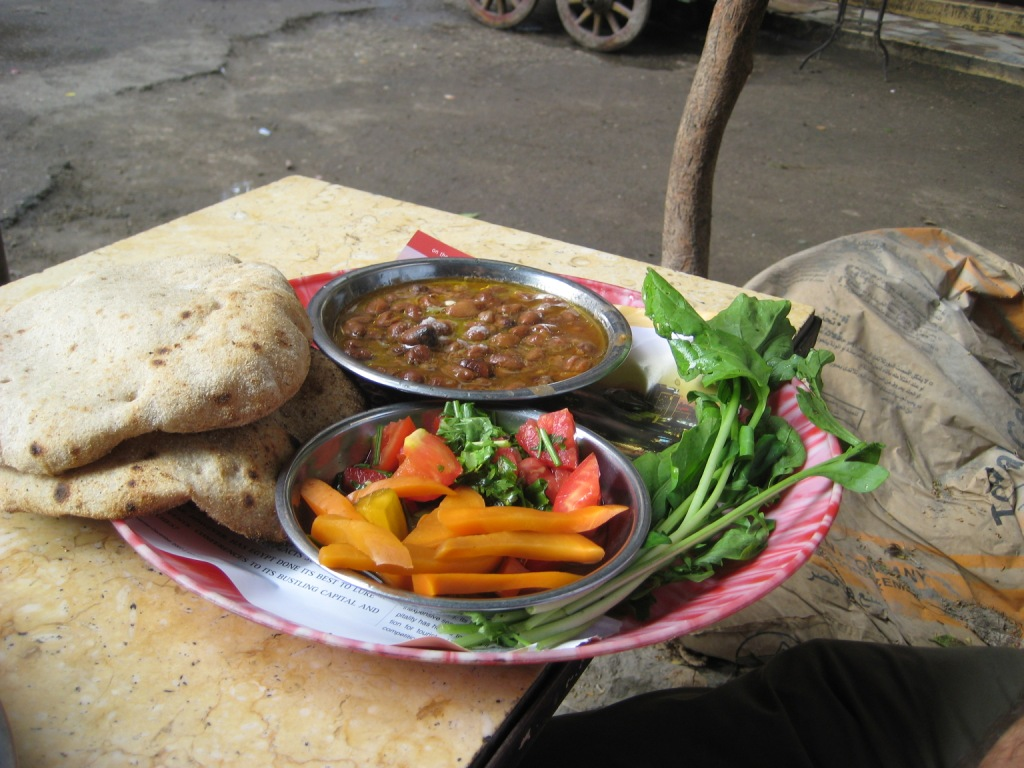
Dejun combinat cu rucola
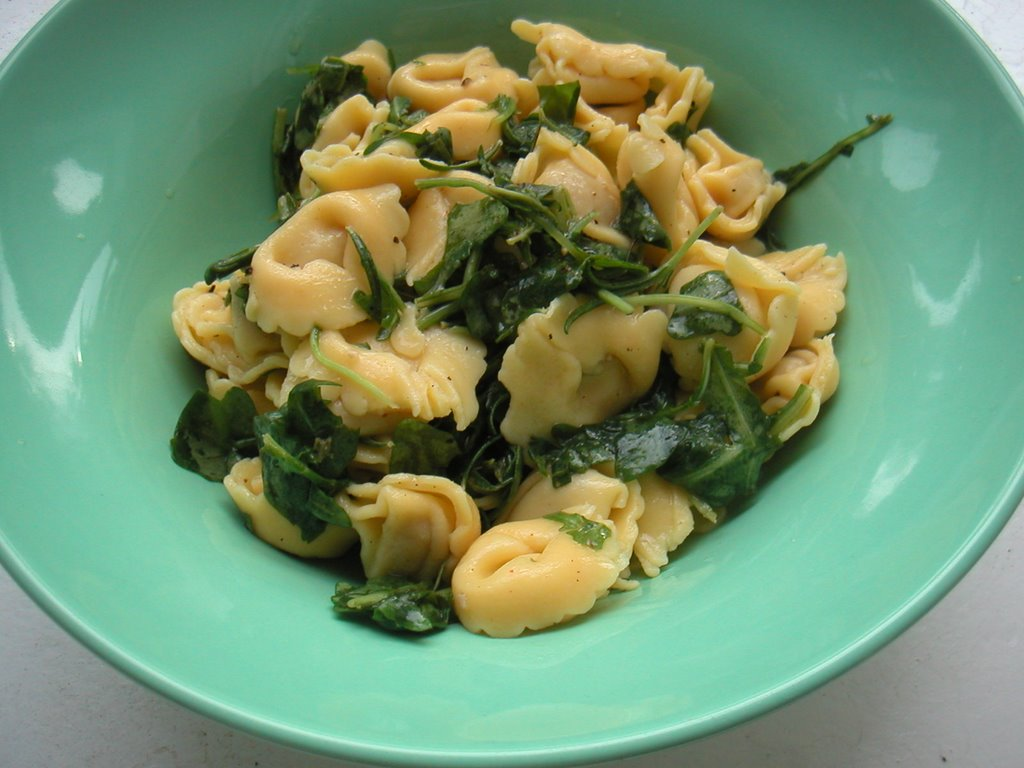
Tortellini
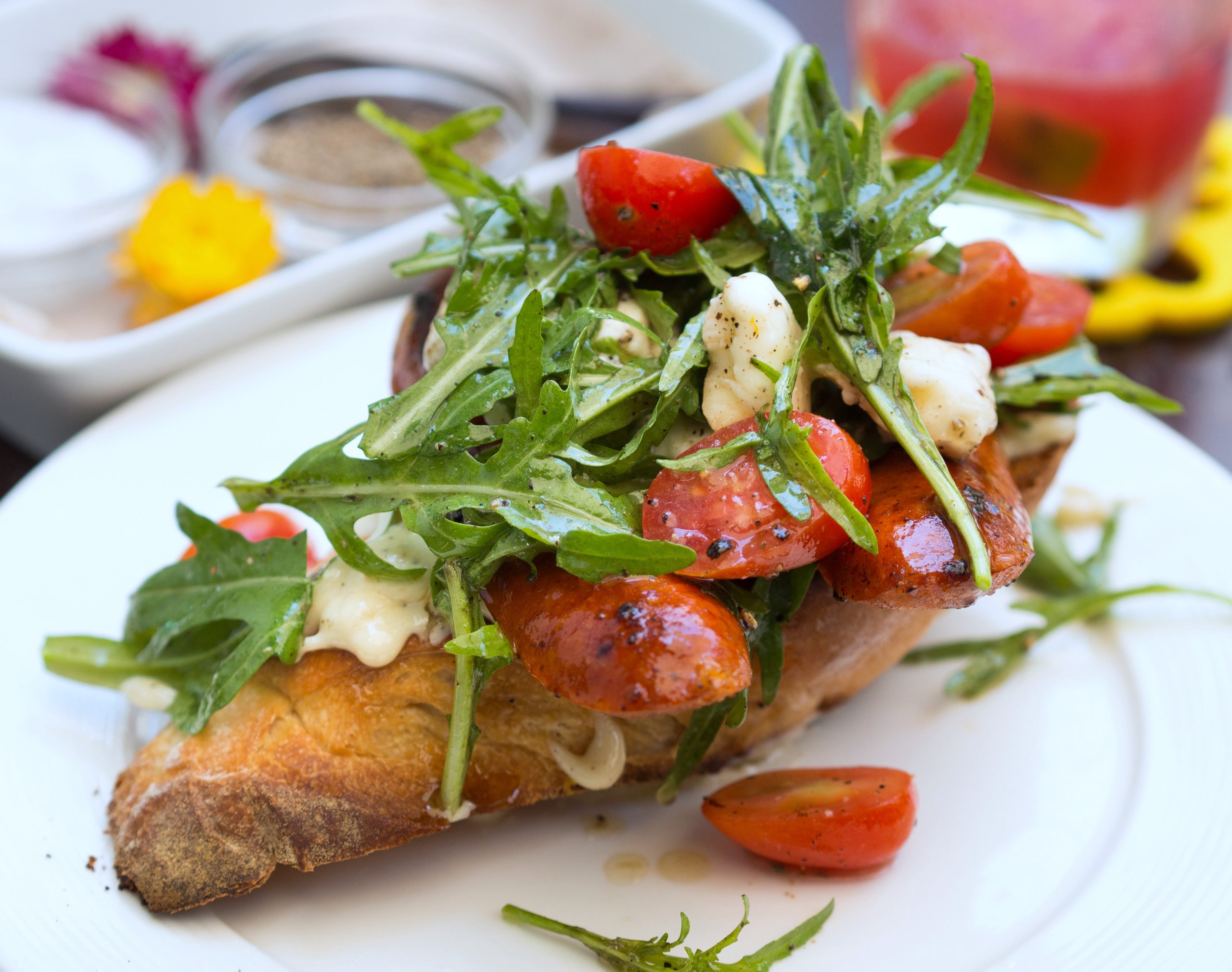
Sandwich